# Corso Karlín
Corso Karlín a Corso Court Karlín je název administrativní budovy a přilehlého nádvoří vzniklých revitalizací prázdné tovární haly ČKD a okolních pozemků v Praze 8-Karlíně. Nachází se v Křižíkově ulici č. 237/36a.

## Historie

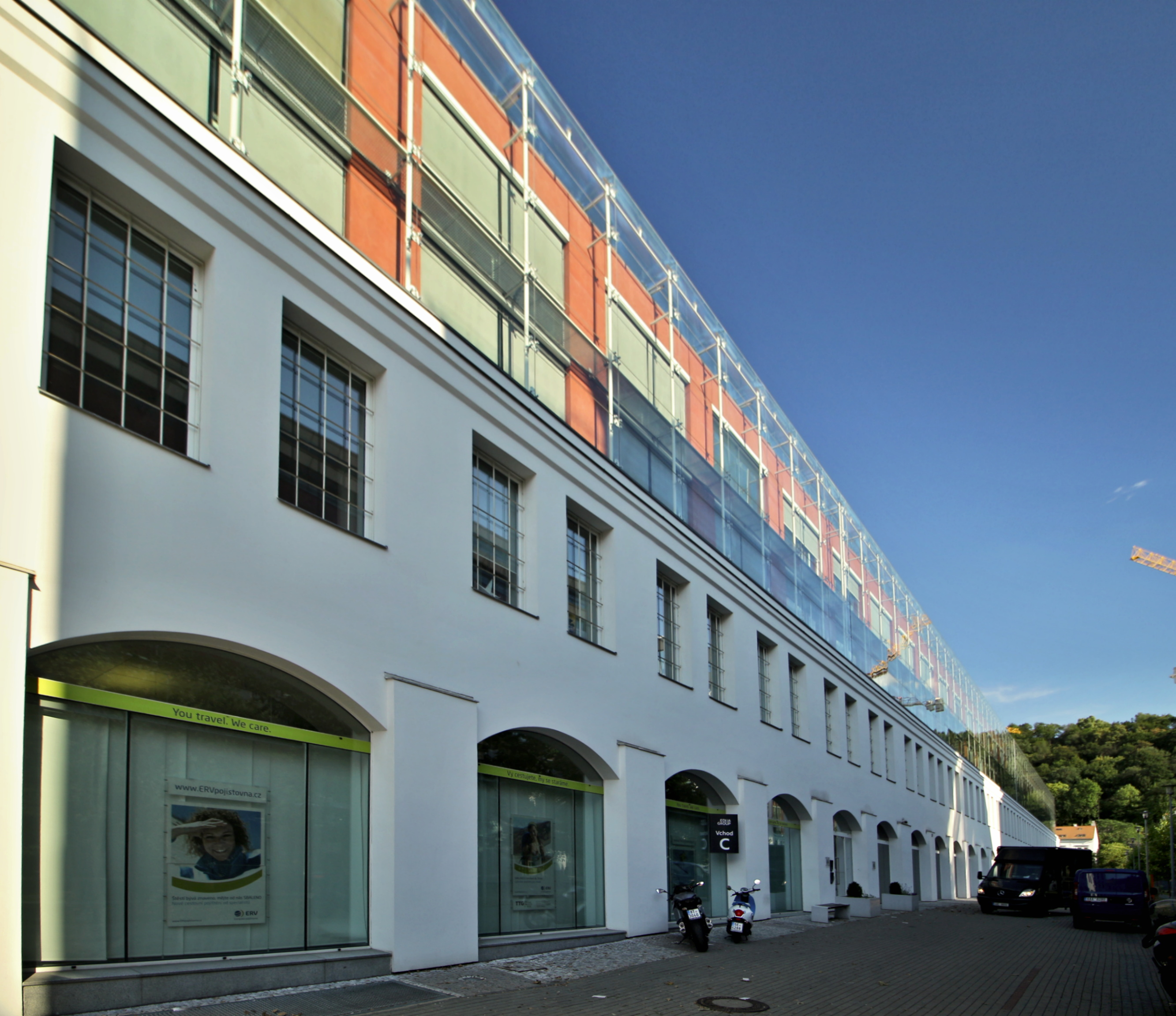
Pohled z boku

Původní tovární budova s architektonicky zajímavým štítem vznikla na konci 19. století. Byla nazývaná „plechárna“, neboť sloužila jako výrobní hala plechových kotlů.
Současná podoba budovy je výsledkem přestavby staré tovární haly v roce 2001. Zadavatelem revitalizace byla skupina Karlín Group, která v roce 2001 přestavbou pověřila katalánského architekta Ricarda Bofill Levího. Přestavba objektu v těsném sousedství paláce Karlín je součástí plánu obnovy celého areálu někdejších závodů ČKD s názvem Nový Karlín.

## Popis
Budova Corso Karlín má čtyři nadzemní a jedno podzemní podlaží s parkovacími místy.

## Ocenění
Přestavba tovární haly na Corso Karlín získala ocenění „Best of Realty 2001" a "Stavba roku 2001".

## Okolní budovy
- Palác Karlín
- Novorománský kostel svatých Cyrila a Metoděje na Karlínském náměstí